# 宮城県道30号河北桃生線
宮城県道30号河北桃生線（みやぎけんどう30ごう かほくものうせん）は、宮城県石巻市内を通る県道（主要地方道）である。

## 概要
石巻市釜谷の国道398号の交点から北上川の右岸を上流に向かう。三陸沿岸道路 桃生豊里ICに接続後、旧北上川左岸の宮城県道21号河南米山線交点に至る。
現在は、北上川沿岸の横川地区において、兼用堤としてのバイパス道路が2026年（令和8年）3月の完成を目標に建設中である。

### 路線データ
- 実延長：24.1224 km[2]
- 起点：宮城県石巻市釜谷（国道398号交点）
- 終点：宮城県石巻市桃生町寺崎（宮城県道21号河南米山線交点）

## 歴史
- 1976年（昭和51年）
  - 4月1日 - 県道瀬峰河北線の一部、河北石巻線の一部及び河北大須雄勝線の一部が、「河北桃生線」として建設省（現・国土交通省）から主要地方道の指定を受ける。[3]
  - 9月10日 - 宮城県が主要地方道48号として「県道河北桃生線」を認定。[4]同時に瀬峰河北線[注釈 1]及び河北大須雄勝線[注釈 2]を路線廃止[5]。
- 1993年（平成5年）
  - 5月11日 - 建設省から、県道河北桃生線が河北桃生線として主要地方道に指定される[6]。
  - 10月19日 - 県道番号が決定[7]され、従前の主要地方道48号から、県道30号に変更される。（12月1日より施行）
- 2017年（平成27年）4月24日 - 終点にあたる中津山地区でバイパス供用開始。[8]
- 2018年（平成28年）4月1日 - 桃生豊里IC東側の樫崎地区から桃生町中津山地区までの旧道(L=1,281.4m及び2,983.6m)が市道に降格。[9]
- 2019年（平成31年）3月29日 - 市町村合併による指定要件見直しに伴い、従来の県道河北桃生線（石巻市～石巻市桃生町）が一旦路線廃止され、改めて路線認定及び従来と同一区間で道路区域の決定がなされた。[10]

## 路線状況
起点から国道45号交点周辺までは、大半の区間で北上川右岸の堤防と一体化して整備されている。
元々当線の終点側では旧桃生町中心部の中津山へ向かうルートをとっていたが、三陸沿岸道路桃生豊里ICの開通に合わせ、IC出口から直進し、寺崎を経由して豊里方面に向かうバイパス道路が整備された。

### 重複区間
- 宮城県道61号涌谷津山線（石巻市桃生町寺崎 地内）

### 沿線の施設
- 石巻市立大川小学校（震災遺構）
- 北上川（追波川）
- 石巻市追波川河川運動公園
- 国土交通省東北地方整備局北上川下流河川事務所飯野川出張所
- 石巻市桃生総合センター

### 交通量[12]
令和３年度・12時間交通量
- 石巻市相野谷本屋敷 - 4,452台

## 地理

### 通過する自治体
- 石巻市

### 交差する道路
- 国道398号、宮城県道238号釜谷大須雄勝線（石巻市釜谷、起点）
- 宮城県道33号石巻河北線（石巻市小船越）
- 国道45号（石巻市小船越）
- 桃生豊里IC - 三陸沿岸道路（石巻市桃生町太田）
- 宮城県道61号涌谷津山線（石巻市桃生町寺崎）
- 宮城県道21号河南米山線（石巻市桃生町寺崎、終点）